# Kungsholmen
Kungsholmen ist einer der zentralen Stockholmer Stadtbezirke, der auf der gleichnamigen Insel liegt. Der Name bedeutet wörtlich übersetzt „Königsinsel“. Der Westen der Insel ist Wohngebiet, während der Osten ein Verwaltungsbezirk ist, der von privaten Unternehmen und öffentlichen Verwaltungseinrichtungen, wie z. B. Stockholms stadshus, Stockholms rådhus, Stockholms stadsarkiv, Riksarkivet, Polizeipräsidium u. a. dominiert wird. Auch die Sitze der großen schwedischen Zeitungen Dagens Nyheter, Svenska Dagbladet und Aftonbladet befinden sich hier. Kungsholmen hat ungefähr 63.000 Einwohner (Stand 2011).
Zum Stadtbezirk zählen auch die Inseln Lilla Essingen und Stora Essingen. Hier befinden sich der Kronobergspark sowie das Untersuchungsgefängnis und die Polizeistation Kronoberg.

## Geschichte

Panorama von Kungsholmen, April 2011

Im 15. Jahrhundert wurde die Insel von Franziskanern bewohnt. Während dieser Zeit wurde der Stadtteil Munklägret genannt, was so viel wie Mönchslager bedeutet. Der Orden gründete eine Fliesenfabrik in Rålambshov und lebte überwiegend vom Fischen und Ackerbau. In Folge der Reformation wurde das Eiland 1527 unter die Verwaltung der Krone gestellt. 1672 wurde es an die Stadt Stockholm übergeben und erhielt eine eigene Kirchengemeinde und seinen heutigen Namen. Zu dieser Zeit wurde überlegt, den Stadtteil, gemäß der Stockholmer Tradition, in Västermalm umzubenennen. Der damals amtierende Monarch Karl XI. „entschied [sich] für den königlichen Namen.“
Einige Straßennamen geben heute Hinweise auf die damals dort ansässigen Handwerksbetriebe, z. B. Pontonjärgatan (Brückenbauerstraße), Handverkargatan (Handwerkerstraße), Svarvargatan (Dreherstraße), Garvargatan (Gerberstraße).

## Söhne und Töchter des Stadtbezirks
- Oskar Andersson (1877–1906), Comiczeichner
- Rune Bergström (1891–1964), Fußballspieler
- Eric Blomgren (1893–1971), Eisschnellläufer
- Elisabeth Svärdström (1909–2007), Runologin und Pionierin der schwedischen Mittelalterrunologie
- Arne Arnbom (1922–1975), Regisseur und Produzent
- Stefan Lord (* 1954), Dartspieler